# Saliga de som hör Guds ord (Lindström)
Saliga de som hör Guds ord är en psalm med text från Lukasevangeliet 23. Musiken är komponerad 1981 av Curt Lindström.

## Publicerad i
- Psalmer och Sånger 1987 som nummer 778 under rubriken "Psaltarpsalmer och andra sånger ur bibeln - Bibelvisor".[1]